# Marquette (Wisconsin)
Pour les articles homonymes, voir Marquette.
Marquette est un village du comté de Green Lake, dans l'État du Wisconsin, aux États-Unis. En 2020, il comptait une population de 172 habitants.